# Carlo Benetton
Carlo Benetton (26 de diciembre de 1943 – Treviso, 10 de julio de 2018) fue un empresario millionario italiano. Fue, junto a sus cuatro hermanos, uno de los cofundadores del Benetton Group, una de las principales marcas de moda de Italia.
En 1966, los Benetton abrieron su primera tienda en Belluno y en 1969 en París, con Luciano Benetton como presidente, su hermano Gilberto a cargo de la administración, Giuliana como diseñadora jefa y Carlo a cargo de la producción.
En mayo de 2015, Forbes estimó su fortuna 1.500 millones de euros.